# NGC 920
NGC 920 (другие обозначения — UGC 1920, MCG 8-5-11, ZWG 553.12, PGC 9377) — спиральная галактика в созвездии Андромеда. Открыта Льюисом Свифтом в 1885 году. Описание Дрейера: «очень тусклый, очень маленький объект круглой формы, рядом находится одна или две очень тусклых звезды».
Этот объект входит в число перечисленных в оригинальной редакции «Нового общего каталога».